# Am heiligen Quell Deutscher Kraft

Eine Ausgabe von „Am heiligen Quell“ aus den ersten Jahren

Am heiligen Quell Deutscher Kraft war eine Zeitschrift, die im Ludendorffs-Volkswarte-Verlag (später Ludendorffs Verlag GmbH) in München herausgegeben wurde. Sie erschien ab 1930 zunächst monatlich, der Jahrgang begann jeweils im April. Schriftleiter war Karl von Unruh. Anfänglich war es eine rein philosophische Zeitung des Deutschvolks und hatte den Titel „Am heiligen Quell“. Nach dem Verbot von Ludendorffs Volkswarte im Jahre 1933 bekam sie den Titel Am heiligen Quell Deutscher Kraft und behandelte auch politische Themen. Schriftleiter wurde Hans Kurth, die Erscheinungsweise war zweimal im Monat, und zwar jeweils am 5. und am 19. Sie hatte im Jahre 1937 eine Auflage von 100.000 und musste 1939 durch die behördliche Verweigerung, Papier für sie bereitzustellen, eingestellt werden.

## Ab 1945
Nach dem Krieg erschien ab 1949 als Nachfolgezeitschrift Der Quell im Verlag Hohe Warte in Pähl. Im Jahre 1960 musste sich der Verleger Franz von Bebenburg wegen eines Berichtes in der Zeitschrift vor dem zuständigen Amtsgericht der oberbayrischen Stadt Weilheim verantworten. In diesem Bericht wurden die Aussagen einiger ägyptischer Studenten zitiert, die Westberlin besucht hatten und deren Namen nicht genannt werden. Insbesondere wurde folgendes Zitat beanstandet: „Zwei vor Haß gegen die Deutschen berstende Juden, Heinz Galinski und Joachim Lipschitz, tyrannisieren das rechtlos gemachte deutsche Volk in Westberlin.“ Der Prozess endete mit einem Freispruch. 1961 wurde die Zeitschrift von den Innenministern der Länder verboten, allerdings erfolgte 1965 eine Rücknahme dieses Verbotes. Der gleichzeitig verbotene Bund für Gotterkenntnis wurde erst 1977 wieder zugelassen.
Schriftleiter war Walter Löhde. Die Zeitschrift enthielt regelmäßig Leitartikel von Mathilde Ludendorff bzw. Alexander Frerichs, ihrem Pseudonym vor 1954.
Nach dem Verbot 1961 wurde das Blatt durch die Zeitschrift Mensch und Maß abgelöst, die noch heute als philosophisch-politische Zweimonatszeitschrift des rechtsradikalen Bundes für Deutsche Gotterkenntnis im Verlag Hohe Warte erscheint.

## Weblink
- Internetseite der Zeitschrift Mensch und Maß